# Oktyabr (Miskinói járás)
Oktyabr (orosz betűkkel: Октябрь, baskír nyelven: Октябрь) falu Oroszországban, a Baskír Köztársaságban, a Miskinói járásban.

## Népesség
- 2002-ben 145 lakosa volt.
- 2010-ben 151 lakosa volt.